# Râul Șoltoaia
Șoltoaia este un râu din Republica Moldova, afluent de dreapta al râului Vladnic. Are un afluent Șoltoița. Râul apare în documentele medievale începând cu anul 1584. Z. Arbore oferă următoarea descriere:
„Șoltoi, pârâu, în jud. Bălți. Izvorăște de sub muntele Măgura, de lângă satul Ciolaceuca, și curge în fundul văii Șoltoi, până aproape de Bladnic, unde se varsă. Are o lungime de circa 30 km., după harta statului major rus. Apele sale nutresc 8 heleșteie, ce se află în valea Șoltoi. Gura pârăului se află în râul Bladnic, în valea Prutului, la N.-E. de satul Zaharancea. Lângă satul Petrești, pârâul primește afluentul din stânga pârăiașul Brițcaia. Pe malurile sale sunt: colonia germană Șoltoi și satele Chirleni și Petrești”.
Continuitatea cursului râului este întreruptă de construcția lacurilor de acumulare și a iazurilor. Valea este slab șerpuitoare, în formă de V latin, cu o lățime medie de 2,5-3,0 km, maximă - 3,5 km, minimă - 0,8 km. Versanții sunt puternic dezmembrați, alcătuiți din argile nisipoase, concavi, mai rar convecși, cu înălțimea de 60-90 m. Lățimea cursului de apă este de 2-4 m, adâncimea măsoară până la 0,3 m, viteza apei este mică (până la 0,1 m/s).